# Raptofilia
Raptofilia – odmiana sadyzmu, która polega na osiąganiu rozkoszy poprzez gwałt na partnerach seksualnych.